# Cumberland Mountains
Cumberland Mountains (česky Cumberlandské hory) je horské pásmo v jihovýchodní části Appalačského pohoří, na východě Spojených států amerických. Rozkládá se ve státech Západní Virginie, Virginie, Tennessee a Kentucky. Pohoří tvoří část Appalačské plošiny. Je 210 km dlouhé a 30 km široké. Vrcholy hor dosahují nadmořské výšky okolo 1 200 m, nejvyšší hora High Knob má 1 287 m.